# FK Iskra Stolac
FK Iskra je bosanskohercegovački nogometni klub iz Stoca.

## Povijest
Za vrijeme bivše Jugoslavije igrali su i u Republičkoj ligi (3. rang natjecanja).
Jedno vrijeme nosili su ime Iskra Bregava. U sezoni 2004./05. natjecali su se u Drugoj ligi FBiH – Jug, ali su poslije 12. kola izbačeni iz natjecanja nakon što nisu odigrali dvije prvenstvene utakmice. Klub je tada prestao s radom.
Rad su ponovno obnovili u srpnju 2010. godine. U sezoni 2012./13. FK Iskra je osvojila Ligu HNŽ u kojoj su se natjecali u dvije prethodne sezone. Time su omogućili povratak u drugoligaško natjecanje. Od sezone 2015./16. ponovno igraju županijsku ligu.

## Pregled plasmana po sezonama
| Sezona    | Rang | Liga                   | Plasman | Izvori |
| --------- | ---- | ---------------------- | ------- | ------ |
| 2016./17. | IV.  | 1. županijska liga HNŽ | 11.     | [ 1 ]  |
| 2017./18. | IV.  | 1. županijska liga HNŽ | 2.      | [ 2 ]  |
| 2018./19. | IV.  | 1. županijska liga HNŽ | 2.      | [ 3 ]  |
| 2019./20. | IV.  | 1. županijska liga HNŽ | 3.      | [ 4 ]  |
| 2020./21. | IV.  | 1. županijska liga HNŽ | 2.      | [ 5 ]  |
| 2021./22. | IV.  | 1. županijska liga HNŽ | 8.      | [ 6 ]  |
| 2022./23. | IV.  | 1. županijska liga HNŽ | 8.      | [ 7 ]  |
| 2023./24. | IV.  | 1. županijska liga HNŽ | 5.      | [ 8 ]  |
| 2024./25. | IV.  | 1. županijska liga HNŽ | –       |        |

## Vanjske poveznice
- Ministarstvo pravosuđa, uprave i lokalne samouprave Hercegovačko-neretvanska županija  Arhivirana inačica izvorne stranice od 6. svibnja 2018. (Wayback Machine) OGLASI O UDRUŽENJIMA_UDRUGAMA KOJE SU BRISANE PO SLUŽBENOJ DUŽNOSTI –, 9. ožujka 2017.
- Ministarstvo pravosuđa, uprave i lokalne samouprave Hercegovačko-neretvanska županija  Arhivirana inačica izvorne stranice od 6. svibnja 2018. (Wayback Machine) OGLASI O UDRUŽENJIMA_UDRUGAMA KOJE SU BRISANE PO SLUŽBENOJ DUŽNOSTI –, UDRUŽENJE GRAĐANA FUDBALSKI KLUB “BREGAVA – ISKRA”, STOLAC